# Thekkumbhagom
Thekkumbhagom es una ciudad censal situada en el distrito de Ernakulam en el estado de Kerala (India). Su población es de 10798 habitantes (2011). Se encuentra a 26 km de Cochín y a 59 km de Thrissur.

## Demografía
Según el censo de 2011 la población de Thekkumbhagom era de 10798 habitantes, de los cuales 5400 eran hombres y 5398 eran mujeres. Thekkumbhagom tiene una tasa media de alfabetización del 91,56%, inferior a la media estatal del 94%: la alfabetización masculina es del 93,32%, y la alfabetización femenina del 89,80%.